# Peloribates fragilis
Peloribates fragilis är en kvalsterart som beskrevs av Hammer 1967. Peloribates fragilis ingår i släktet Peloribates och familjen Haplozetidae. Inga underarter finns listade i Catalogue of Life.